# Dolní Dubňany
Dolní Dubňany település Csehországban, a Znojmói járásban. Dolní Dubňany Dobřínsko, Horní Dubňany, Jamolice, Rybníky és Tulešice településekkel határos. Lakosainak száma 473 fő (2024. január 1.).

## Népesség
A település lakosságának változását az alábbi diagram mutatja:
| Lakosok száma | 441  | 480  | 605  | 477  | 506  | 469  | 488  | 487  | 481  | 473  |
|               | 1869 | 1890 | 1921 | 1950 | 1980 | 2001 | 2017 | 2019 | 2022 | 2024 |